# روث جيبسون
روث جيبسون (بالإنجليزية: Ruth Gibson)‏ هي ممثلة بريطانية، ولدت في 1976.

## وصلات خارجية
- روث جيبسون على موقع IMDb (الإنجليزية)
- روث جيبسون على موقع كينوبويسك (الروسية)